# Schmidt+Clemens

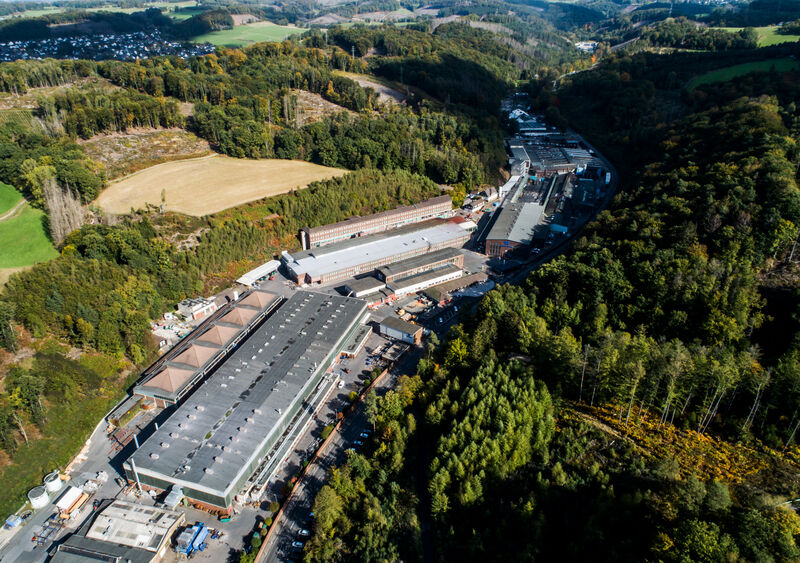
Schmidt+Clemens in Kaiserau

Die Schmidt + Clemens GmbH + Co. KG ist ein weltweit tätiger Produzent und Entwickler mit Spezialisierung auf Edelstahl-Komponenten. Das inhabergeführte Familienunternehmen mit Stammsitz in Lindlar (NRW) gilt als Weltmarktführer mit Rohrsystemen für die petrochemische Industrie.

## Geschichte
Schmidt + Clemens wurde im Jahr 1879 von Ludwig Schmidt und Wilhelm Clemens als Stahlhandel in Frankfurt am Main gegründet. Der Standort Lindlar-Kaiserau wurde zur Jahrhundertwende eröffnet, wo sich auch heute der Stammsitz der Unternehmensgruppe befindet. Zeitgleich erwarb das Unternehmen die ersten wasserbetriebenen Hämmer. 1932 wurde mit der Formgussproduktion begonnen, in den 1950er Jahren folgten die ersten Komponenten im Schleuder- und Feingussverfahren. Das erste Rohr für die Petrochemie wurde 1962 ausgeliefert. Im Laufe der Expansion des Unternehmens wurde im Jahr 1974 der erste internationale Tochterkonzern in Spanien gegründet. Ab den 1990er Jahren folgten weitere Werke im Ausland, etwa in der Tschechischen Republik, Malaysia und Saudi-Arabien, sowie mehrere internationale Vertriebsbüros und Handelsvertretungen. Das Technikum als Forschungs- und Innovationszentrum wurde im Jahr 2010 am Stammsitz eröffnet, drei Jahre später folgte die S+C Akademie als eigenes Ausbildungszentrum.
In Zusammenarbeit mit verschiedenen Institutionen wie Hochschulen und Forschungsinstituten entwickelt das Innovationszentrum des Unternehmens neue Werkstoffe und Produkte. Seit 2020 ist Schmidt + Clemens Premiummitglied im InnovationHub Bergisches Rheinland.

## Unternehmensstruktur
Der Stammsitz des weltweit tätigen Unternehmens liegt in Lindlar (Nordrhein-Westfalen), wo neben der Produktion das Innovationszentrum und die S+C Akademie als Ausbildungszentrum unterhalten werden. Weitere Produktionsstandorte liegen in Spanien, der Tschechischen Republik, Saudi-Arabien und Malaysia. Weiterhin werden ein Vertriebsbüro in den USA sowie über 30 Handelsvertretungen weltweit unterhalten.
Der Umsatz der Unternehmensgruppe betrug im Jahr 2022 322 Millionen €. Weltweit werden insgesamt rund 1087 Mitarbeiter beschäftigt. Der Beirat besteht aus fünf Mitgliedern. Geschäftsführender Gesellschafter ist Jan Schmidt-Krayer, gemeinsam mit Dominic Otte als Geschäftsführer für den Bereich Produktion & Technik leiten sie das Familienunternehmen.

## Produkte
Die Produktpalette von Schmidt + Clemens reicht von niedrig legierten Stählen bis zu hochlegierten, komplexen Edelstählen. Diese sollen extremen Bedingungen wie Hitze, hohem Druck oder Salzwasser standhalten. Hergestellt wird im Schleuder-, Form-, Feinguss- und auch Schmiedeverfahren.
Das Lindlaer Unternehmen bietet sowohl einzelne Komponenten als auch komplette Dienstleistungen für Anlagen und Systeme an. Zu den belieferten Branchen gehören etwa die Petrochemie, die Trenn- und Energietechnik, der Industrieofenbau, Pumpen und Armaturen, der Marine- und Offshorebereich sowie der Maschinen- und Anlagenbau. Im Bereich von Rohren für die petrochemische Industrie gilt Schmidt + Clemens als Weltmarktführer.

## Auszeichnungen (Auswahl)
- 2025: Innovations-Champions durch WELT und ServiceValue[11]
- 2024: Auszeichnung für höchste Innovationskraft durch WELT und ServiceValue[12]
- 2023: Vereinbarkeit von Beruf und Familie, verliehen durch F.A.Z.-Institut[13]
- 2022: Hohe Innovationskraft im Ranking der Stahlindustrie, verliehen durch ServiceValue & WELT Nachrichtensender[14]
- 2021: Deutschlands beste Ausbilder 2021 der Wirtschaftszeitschrift Capital[15]
- 2020: Auszeichnung als Top Innovator der top100[16]
- 2015: Aufnahme in das Lexikon der deutschen Weltmarktführer[3]
- Karriere im Familienunternehmen[17]